# 澳門步行系統
澳門步行系統，早在1995年提出林茂塘空中走廊規劃成雛形，但因政府後期監管不力導致相關興建遙遙無期。到2007年底提出興建自動步行運輸系統，當時作為澳門交通中重要輔助之一，目的是減少路面交通負荷。2008年，交通事務局完成短途交通系統可行性規劃研究，建議以短途交通系統連接未來的輕軌站和人口量高的地區，並提出「綠色出行」、「公交優先」，鼓勵以步行方式出行，以構建輕軌系統為主幹，公共巴士及的士為基礎，自動步行系統為輔助。隨後先提出澳門半島和氹仔興建兩條步行系統，於2008年11月下旬至2009年初進行公開咨詢，最終只落實於氹仔興建自動步行系統，同時作為澳門首條自動步行系統，項目於2011年1月進行工程開標，隨後進行興建工程，並於2012年4月正式投入試運行。目前澳門分別啟用8條大型步行系統，各分佈在澳門半島、氹仔島及路氹城北部，分別為望德聖母灣自動步行系統、愕街自動扶梯系統、焯公亭步行系統及松山行人隧道等。另外，目前澳門特區政府亦正在興建林茂塘空中走廊，規劃興建東北大馬路空中走廊和石排灣行人天橋連通系統，另外在《澳門陸路整體交通運輸規劃 (2021‐2030)》規劃文本中提到落實青茂口岸至狗場原址步行通道及路氹金光大道步行系統規劃。

## 早期規劃及構思

### 1990年代
1995年，當時葡屬澳門政府土地工務運輸司提出“林茂海邊大馬路都市道路規劃”，要求發展商在新樓處延建公共行人通道，擬透過各大廈公共走廊及通道相接駁，全長約四百米。打造一條貫穿海擎天至金灣豪庭的空中走廊，但因政府後期監管不力，多棟大廈落成後導致各大廈通間接駁通道及天橋而斷開“一截截”無法成行。空中走廊全長400米，共涉及11個地段，須興建9條公共走廊、7條通道、4條天橋。

### 2000年代：擬引入自動步行系統
2007年5月，時任運輸工務司司長劉仕堯表示，行政法務司正就引入行人自動運輸系統開展深入研究，待定出初步規劃後，將廣泛諮詢意見。又表示正分階段推動落實以“公交優先”為主體的交通政策。他認為，優先發展公共交通，可充分發揮道路交通資源的效益，並可達到節約能源、減少環境污染等目標。他又表示，特區政府致力建立的立體模式交通網絡，將會以架空輕軌作主幹，配合巴士、的士服務和適度增設的行人自動步行輸送系統。 他說，有關引入行人自動步行輸送系統一事，政府正開展深入研究，待制定出初步規劃後，會向公眾作詳細介紹，並廣泛諮詢各方面意見。
2007年9月下旬，運輸工務司司長劉仕堯前往法國考察各地大型交通運輸基建，政府未來在治理交通問題上，將採用多元手段和措施推動公交優先政策，並將投入更多資源，使城市交通發展朝向更加『綠色』、更適宜居住生活的都市。當中在首都巴黎蒙馬特爾綜合交通轉乘中心內設有法國最高速的行人自動步行系統，據營運的巴黎大眾運輸公司(RATP)負責人介紹，該系統以兩條常規自動電梯(時速三公里)和一條高速電梯(時速九公里)組成行人自動步行系統，為轉乘中心居民提供便利、快速、安全的服務。劉仕堯表示，從現場觀察和實地多次運行檢試情況，自動步行系統在約200米長的起始及結束段各設有約10米緩衝地帶，讓行人適應高速運行，系統自啟用後安全性載運率很高，並已為巴黎市民普遍使用，相信有關自動步行系統是一項可行和成熟的輔助交通工具系統，初步評估澳門有條件作出研究引入使用。
2008年4月9日，運輸工務司公佈步行系統可行性規劃研究的中期報告，並根據2006年中期人口統計的資料，澳門的就業人口中約二成八是利用步行作為主要的上下班交通方式，僅次於公共巴士。在該規劃研究中委托顧問公司採用問卷形式，並選取了一些典型的住宅用地、商業/ 辦公樓用地和賭場用地進行調查，共收集1,358份問卷。結果顯示，平均步行出行距離為617米，澳門人平均每日出行3.67次，其中1.66次是步行出行，約為總出行量的45%。調查方法是典型的行人流量調查法，行人流量調查在仼澳門多個路段進行，大部分是行人路，亦有一些路段是禁止機動車進入的街道(步行街)。根據搜集的資料顯示，台山、祐漢及黑沙環之間的步行出行量每日超過19萬人次(即包括本區內和兩區之間)，另外，沙梨頭、大炮台、三盞燈和荷蘭園相互間的步行出行需求亦達每日大約20萬人次(即包括本區內和兩區之間)。至於步行系統在各走廊內的走線，還須進行可行性評估，結合政府及公眾和專家的意見後才能確定。 此外，顧問公司亦對“由機動出行方式轉到步行系統的需求”進行的調查，所謂“由機動出行方式轉到步行系統的需求”就是由其他交通工具如私人車輛(包括電單車)和公共交通(主要巴士)轉移至步行系統的需求。
2008年12月至2009年1月，交通事務局經過科學和系統的交通流量分析，初步擬定兩條步行系統的試行路線。該兩條系統將由機動式升降機、水平式行人輸送帶扶手電梯、非機動式的平路、斜坡及樓梯組成，並以連接至目前的巴士站點和日後的輕軌為建造方向。兩條步行系統分佈在澳門半島關閘至東西兩岸及氹仔島舊城區至路氹城。
- 路線一：從關閘出發，抵達筷子基區後，可分道至林茂塘區及經美副將大馬路直達外港客運碼頭。此路線一方面能方便居民往來筷子基和林茂塘一帶，以至外港碼頭，另方面因應路線沿途的學校和街市等設施，且區內人流量較高和活動頻繁，將能分攤區內繁重的交通流量。
- 路線二：連接氹仔舊城區至路氹城。此路線除有助在路氹城上班及活動的居民外，還可藉此吸引遊客前往舊城區，刺激人流，盤活該區經濟。上述建議的步行路線最終還可能因應澳門輕軌路線作更改配合。

## 沿革與歷史

### 望德聖母灣自動步行系統

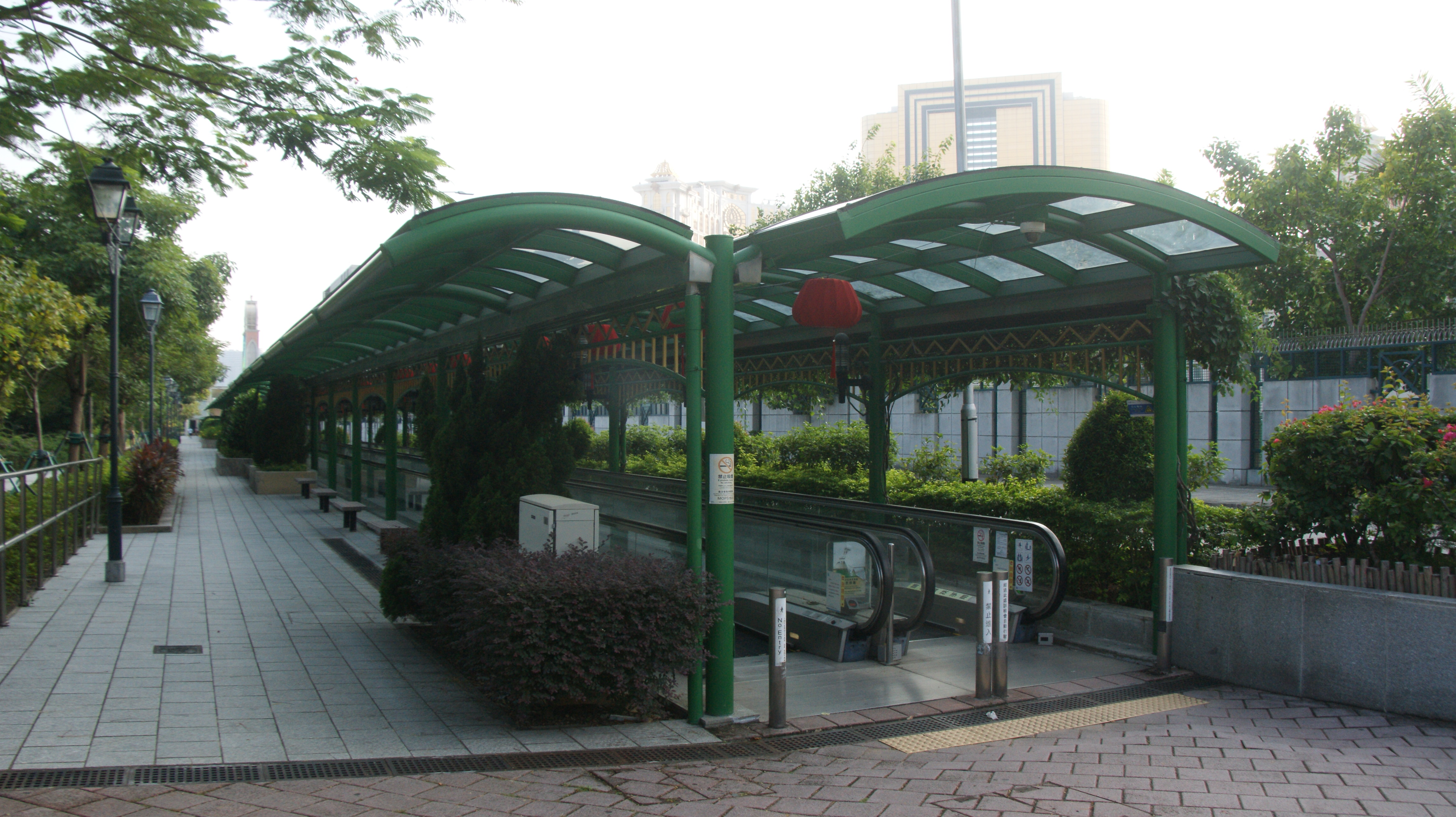
望德聖母灣自動步行系統（十字花園出入口）

望德聖母灣自動步行系統作為澳門首條自動步行系統，連接氹仔舊城區與路氹城，當時作為2008年底交通事務局擬定的兩條步行系統規劃試行路線之一。
2010年12月15日，政府完成連接氹仔舊城區與路氹城之步行系統的設計工作，並開展公開招標程序。整條步行系統地點橫跨望德聖母灣街及望德聖母灣大馬路，由升降機、水平輸送帶、電動手扶梯、平路及樓梯組成，全長約350米。
2011年1月14日，建造工程進行開標，並於該年第二季動工建設。
2012年4月4日，建造工程接近竣工，系統投入試運行，同時作為澳門首條自動步行系統。

### 《山邊街美化及新口岸和松山行人通道計劃》

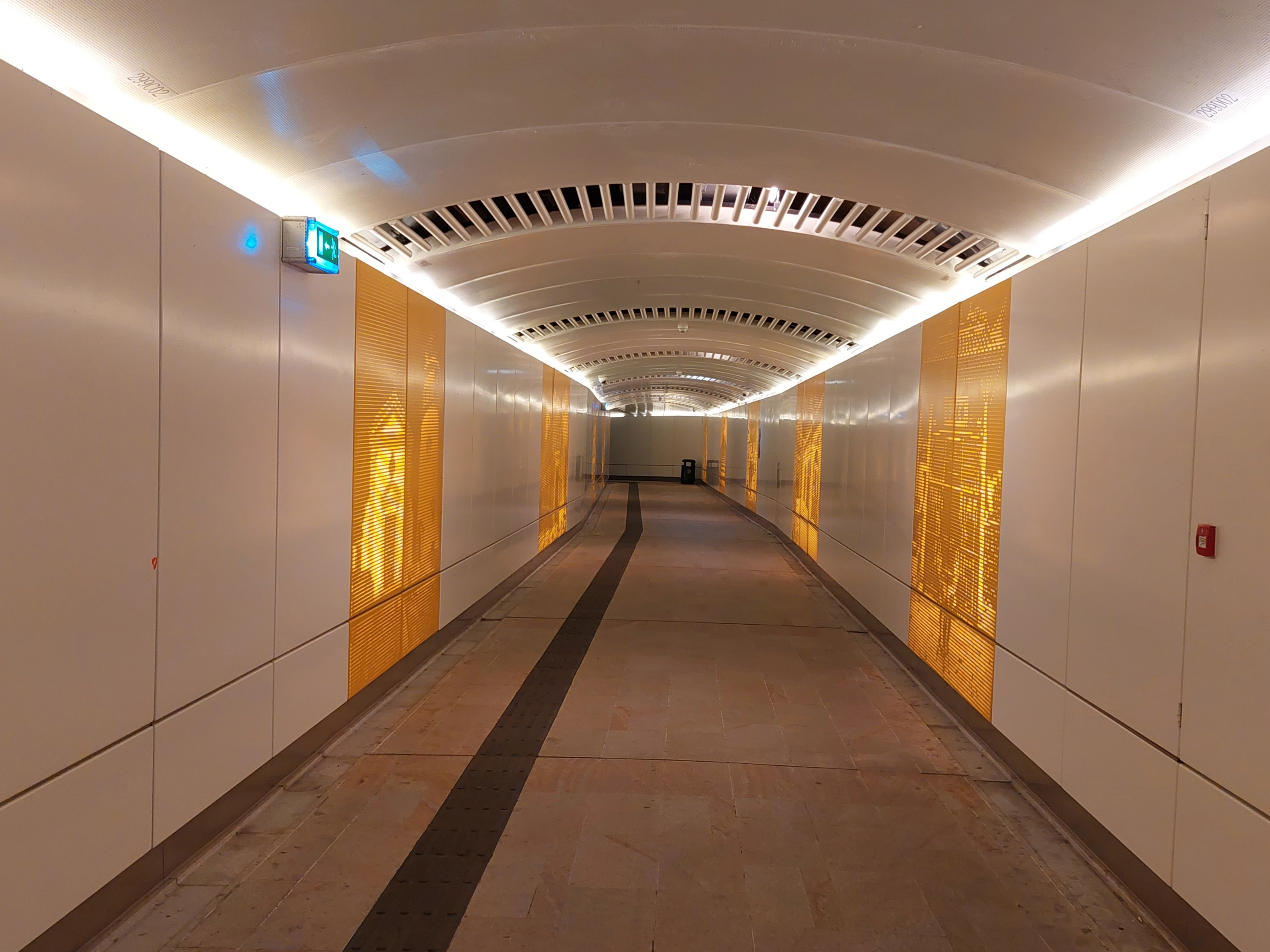
焯公亭步行系統

2012年7月26日，土地工務運輸局公佈“山邊街美化及新口岸和松山行人通道計劃”，分為三個區域進行，其中第二區工程及第三區工程作為現時焯公亭步行系統的重要組成部分。
第二區工程於2012年11月下旬動工，2014年底完工，2015年1月31日正式啟用。
第三區工程於第二區項目啟用當天（2015年1月31日）隨即展開，興建兩條行人隧道連接松山健康徑及得勝斜路，並作為澳門首個採用“潛挖式”隧道興建方式施工的步行系統，於2016年底完成興建，並於2016年11月8日和17日分兩階段開放，整個步行系統正式成形。

### 愕街自動扶梯系統

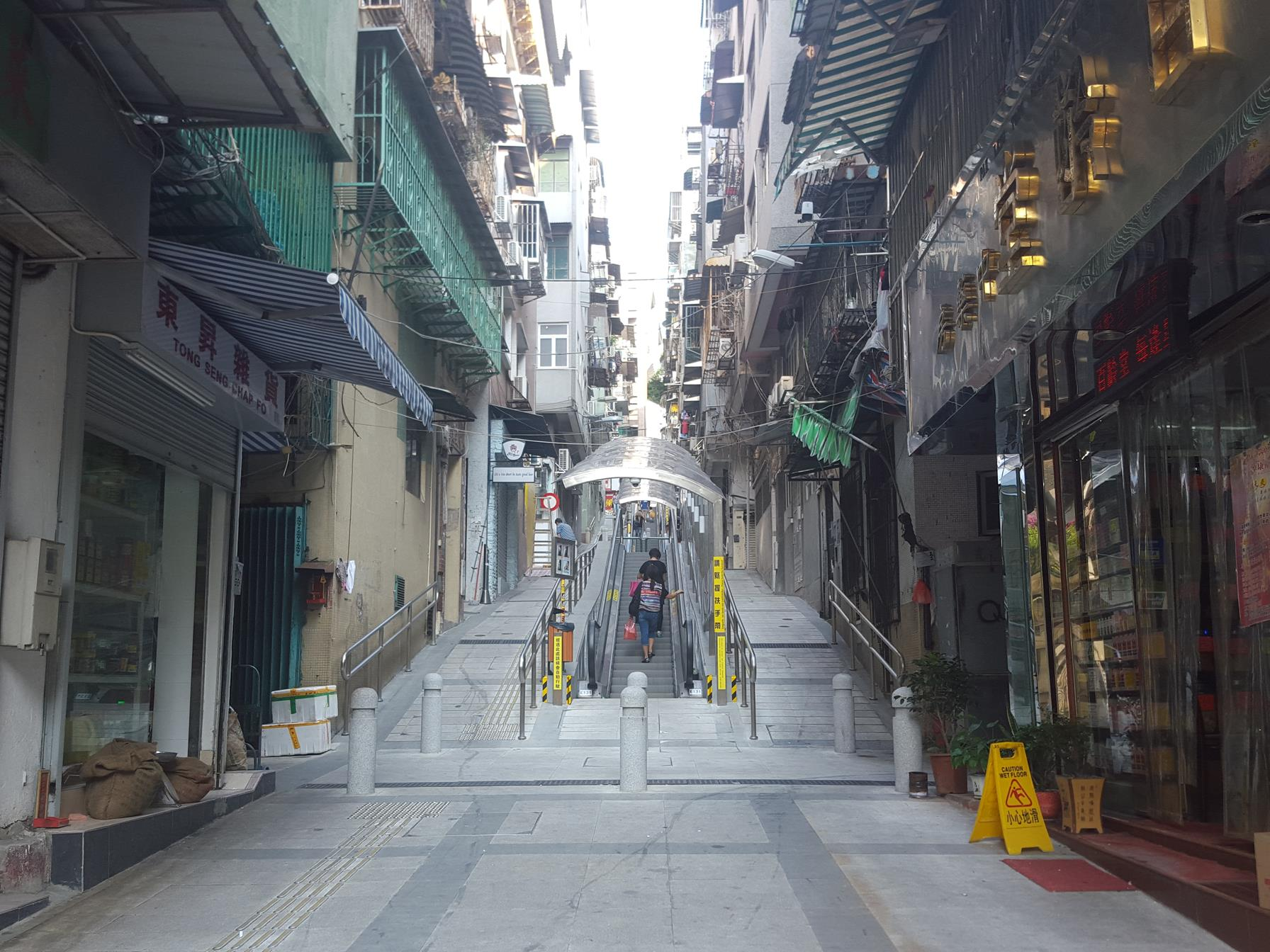
愕街自動扶梯系統位於公局市場巷的入口

2012年11月中旬，政府亦構思於愕街及羅憲新街興建自動步行系統，方便長者及行動不便人士通行往返山頂醫院。土地工務運輸局原先構思於羅憲新街的中央設置單向上行扶手電梯，而愕街中央則設置單向下行扶手電梯，採用三段式設計，不影響橫向行人道及行車道的使用，且扶手電梯兩邊各預留1.8米以上的步行空間。整個系統於2014年9月中下旬動工興建，並於2016年7月20日竣工，同年8月1日正式啟用。

### 路氹連貫公路圓形地行人天橋

路氹連貫公路圓形地行人天橋

2012年底，建設發展辦公室就「路氹連貫公路圓形地行人天橋」建造工程進行招標，工程於2013年6月動工，並於2015年9月完工，工程造價達1.4億元，承建商為中國路橋工程有限責任公司。政府指興建天橋的原因是考慮到路氹連貫公路圓形地周邊建築項目相繼落成，以及各項新公共交通配套設施的實行，從而增加該區行人車流量及行人横過馬路的需求，期望透過行人天橋讓市民安全及舒適地前往目的地。但有意見認為，由於天橋的位置與氹仔舊城區及住宅區相距甚遠，天橋耗費過億預算興建，使用率卻甚低，造成資源浪費。

### 氹仔島四組步行系統
2012年12月下旬更提出計劃沿氹仔基馬拉斯大馬路、孫逸仙博士大馬路氹仔北(TN)地段及澳門運動場一帶建造空中步行綠廊，對現時的基馬拉斯大馬路空中走廊進行規劃研究。2013年11月下旬，政府將參考該步行系統的成功經驗，延伸氹仔區步行系統建設，其中計劃興建的四組步行系統。包括基馬拉斯大馬路空中走廊、亞利雅架圓形地行人天橋、氹仔湖畔花園至龍環葡韻步行徑以及小潭山觀景台，並對該區居民進行咨詢。
2014年3月23日，政府就湖畔花園至龍環葡韻步行徑和小潭山觀景台兩項工程公開招標，並於同年4月中開標，爭取最快在第3季動工，其中湖畔花園至龍環葡韻步行徑工期約23個月，小潭山觀景台工期約17個月。 另外兩組步行系統，分別基馬拉斯大馬路空中綠廊和亞利雅架圓形地行人天橋，政府計劃於同年內招標。
氹仔步行系統規劃及興建方面，小潭山觀景台於2014年第三季動工，並於2016年底完工並通過驗收，於2017年初開放投入使用。湖畔花園至龍環葡韻步行徑於2014年9月5日動工興建，2016年9月下旬完成主體工程建設，隨後於2017年10月1日全面貫通使用。基馬拉斯大馬路空中走廊因修改設計，導致工程規劃出現延誤，並延至2018年1月正式公佈最終設計，明確表示放棄興建自動步行系統，最終於2018年12月正式動工興建，2021年6月中旬主體工程竣工，並於2021年6月26日正式開放使用。亞利雅架圓形地行人天橋未有興建，改為興建污水泵站，而在污水泵站落成投入運作後，因應發展需求，已預留空間建造行人天橋、高架橋或隧道，但直至2023年未有最新規劃。

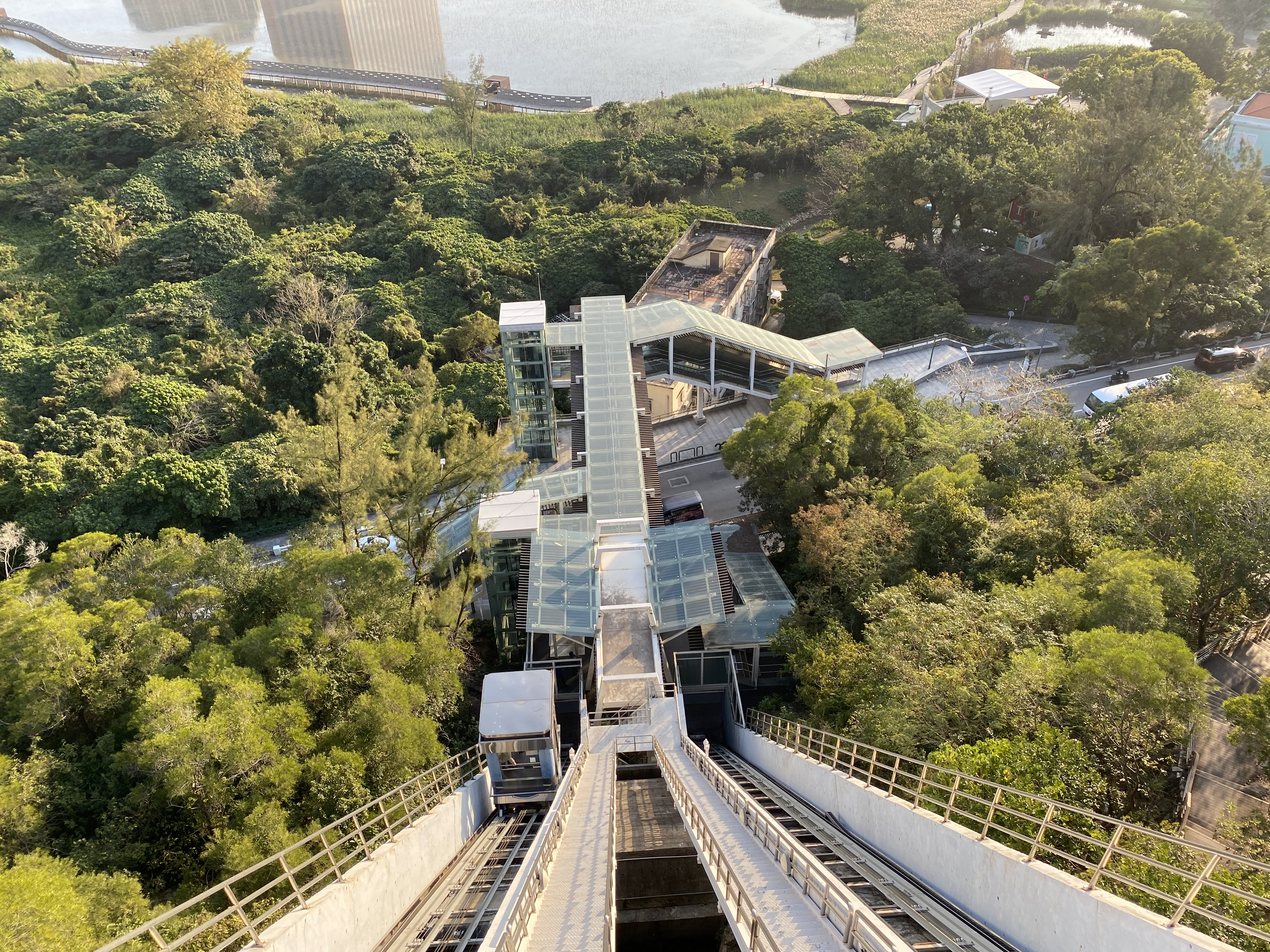
大潭山斜行升降機（湖畔花園至龍環葡韻步行徑的一部分）
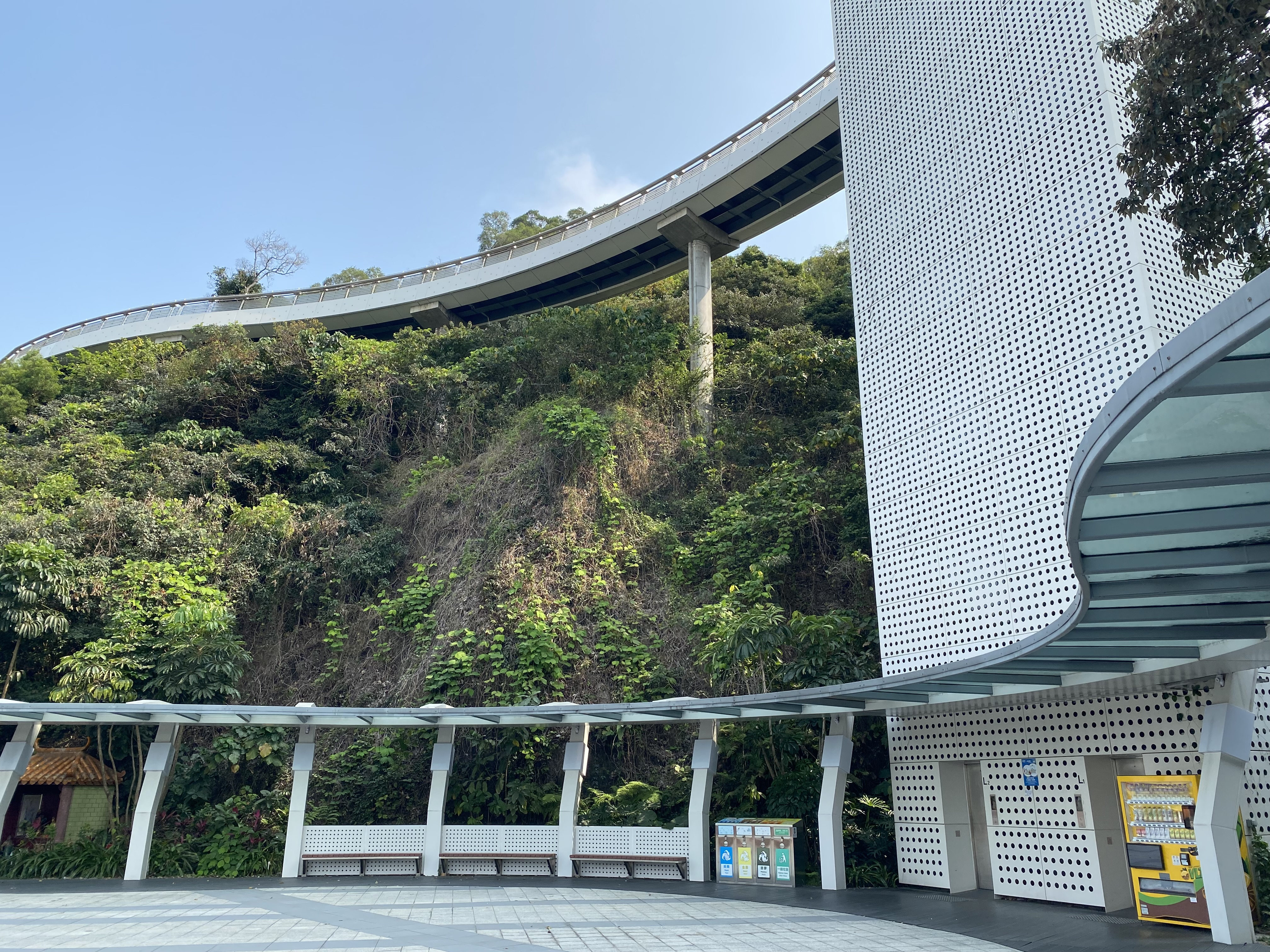
小潭山觀景台及步行系統
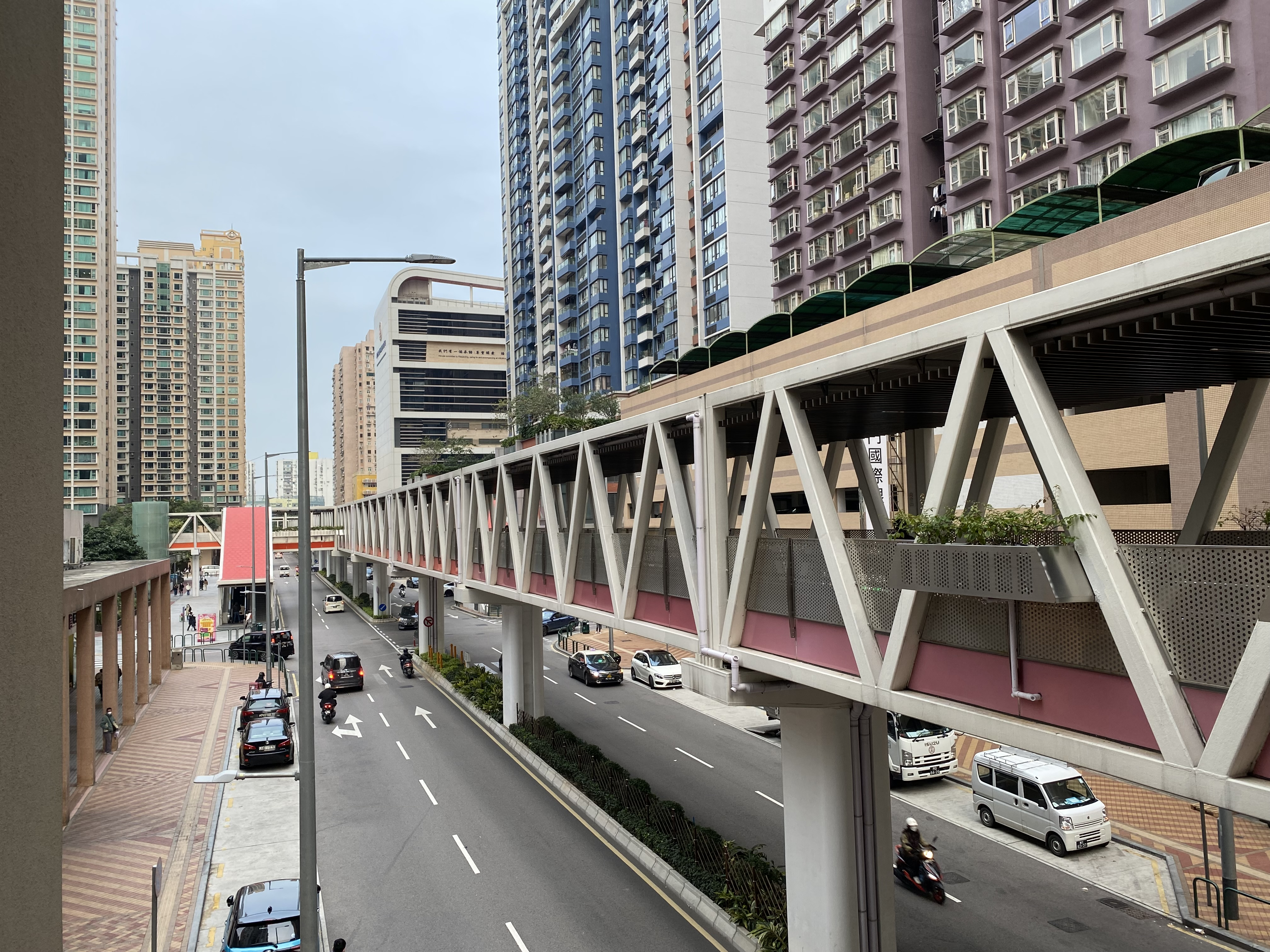
基馬拉斯大馬路空中走廊

### 環松山步行系統

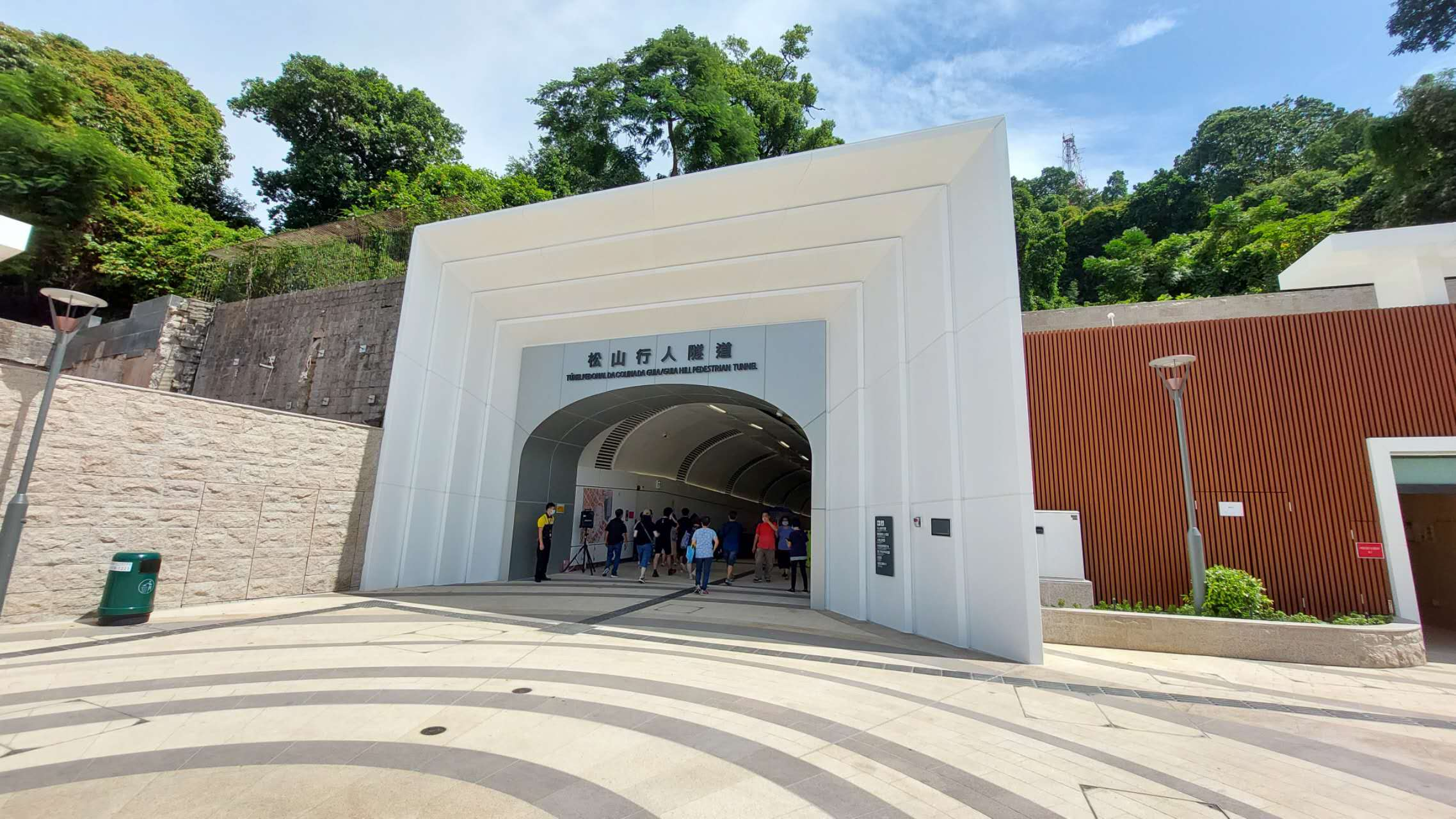
松山行人隧道

2015年2月，社會團體提出興建一條行人隧道連接高士德／二龍喉公園至新口岸填海區。而早在2010年10月中旬當時市政部門計劃興建一座升降機連接二龍喉公園至松山市政公園，並表示將儘快公布方案進行咨詢，最快2011年下半年動工，當時松山處落點初步選址在松山徑壁畫附近，後來該計劃最終擱置。
2016年起，政府開始通過規劃，並經過多年的研究、環評、設計和招標，中間出現多次延誤，而黑熊Bobo於2018年11月在二龍喉公園逝世。同時，經過不同的社會人士和團體多次的推動和跟進，最終在2020年6月進行開標工作，並於同年11月正式動工興建。
2021年10月下旬，隧道主體結構正式貫通，其後進行吊裝兩條橫跨羅理基博士大馬路的行人天橋。
2022年10月1日，行人隧道正式開放使用，有效縮短高士德大馬路至羅理基博士大馬路（新口岸填海區）之間的步行距離。

## 步行系統列表

### 澳門半島
| 名稱             | 啟用日期       | 簡介 |
| ---------------- | -------------- | --- |
| 焯公亭步行系統   | 2016年11月17日 | 第二區和第三區工程分別作為「山邊街美化及新口岸和松山行人通道計劃」的其中一部分，由一條連接羅理基博士大馬路行人天橋垂直升降機和兩條分別連接東望洋斜巷和松山健康徑的行人隧道所組成。 |
| 愕街自動扶梯系統 | 2016年8月1日   | 整個自動扶梯系統總長度約76米，採三段式設計，每段設有一部單向上行扶手電梯（有需要也可更改為下行），連接愕斜巷升降機前往山頂醫院。                                                   |
| 松山行人隧道     | 2022年10月1日  | 連接高士德區至新口岸填海區之間，縮短原來的1100米步行距離至400米。為澳門特別行政區政府興建的第二條自動步行系統。                                                                    |
| 林茂塘空中走廊   | 2024年11月15日 | 連貫林茂塘臨時休憩區至筷子基衛生中心，全長950米 |

### 氹仔島
| 名稱                     | 啟用日期      | 簡介 |
| ------------------------ | ------------- | --- |
| 望德聖母灣自動步行系統   | 2012年4月4日  | 連接氹仔舊城區至路氹城，為澳門特別行政區政府興建的首條自動步行系統。 |
| 路氹連貫公路圓形行人天橋 | 2015年9月12日 | 連接路氹連貫公路、望德聖母灣大馬路、嘉樂庇總督馬路、霍英東博士大馬路、偉龍馬路（澳門科技大學），工程造價過億兼使用率低引起社會爭議，但另一方面成為了“打卡熱點”。            |
| 小潭山觀景台             | 2017年初      | 条目： 小潭山 § 觀景台及步行系統 |
| 湖畔花園至龍環葡韻步行徑 | 2017年10月1日 | 設有全澳首條斜行升降機，由兩部分組成，第一部份由湖畔大廈行人天橋至大潭山瞭望台，建造全長約400米的沿山行人步道及周邊斜坡整治；第二部份為斜行升降機及連接龍環葡韻的行人天橋。 |
| 基馬拉斯大馬路空中走廊   | 2021年6月26日 | 以行人天橋和空中步廊方式興建的步行系統，連接澳門輕軌氹仔線運動場站至孫逸仙博士圓形地，原計劃延伸至湖畔大廈一帶因卓家村古樹爭議而擱置。                                      |

## 規劃未定

### 北區至關閘、美副將及外港步行系統
2008年底，交通事務局提出分別於澳門半島和氹仔島興建兩條步行系統，其中一條步行系統從關閘出發，抵達筷子基區後，可分道至林茂塘區及經美副將大馬路直達外港客運碼頭，作為“北區步行系統”。其中林茂塘空中走廊作為關閘至林茂塘段的其中一部分。
2015年11月，“北區步行系統”規劃冰封七年並傳出爛尾，北區社區服務諮詢委員會副召集人何仲傳提及，望德聖母灣自動步行系統已於2012年落成，但北區的步行系統沒有下文引起社會質疑。交通事務局代表出席北區社咨委會會議時表示，在早前已完成北區的非機械式步行系統規劃工作。委員追問，步行系統無非牽涉規劃、建設及管理三部分，既已完成規劃，是否意味建設部門未有如期落實工作？但交通局代表未有正面回應。李從正續稱，由於當局未能提供具體規劃，委員只能以個案作討論，對現有設施提出優化建議，如加強無障礙設施、提升工程設計水平等。交通局稱，早前《澳門陸路整體交通運輸政策（2010-2020）》中期檢討報告建議上，已提升「倡導步行」的地位，並在會上承諾，會加強與工務局的溝通，並持續現時步行設施的優化工作。'
2015年11月中旬，第5屆立法會直選議員吳國昌表示，政府在2008年提出興建北區步行系統，但由於在2009年提出澳門輕軌興建方案，隨後更集中處理輕軌相關工作，北區步行系統早已因此而夭折。而澳門工會聯合總會代表李從正指出，最初規劃的亮點是利用全自動步行系統，取道林茂塘及美副將馬路，直達外港碼頭，以分流區內繁重的交通流量，但該系統需要用到較大空間，是否適合北區值得考慮，建議當局可從環境優化做起，鼓勵減少利用車輛出行。
2016年6月下旬， 議員黃潔貞書詢政府，問多項步行系統計劃的推進情況。工務局回覆說，北區步行系統涉及三個大型基建項目，即澳門輕軌澳門半島線北段、粵澳新通道以及與新城A區的連接設施，由於接連配套設拖仍未確定，故暫未能確實步行系統完成的時間表。受地理環境限制，北區步行系統的建設會結合街道美化工作，以營造舒適的步行環境，吸引市民多步行。對於整個北區步行系統的建設工作，交通事務局會持續與相關部門共同推動，如在有條件的地方研究、興建行人設施，構建和完善步行網絡等，以落實下一年度的澳門施政報告中“倡步行”的重點工作理念。
2017年3月3日，交通事務局局長林衍新回覆第6屆澳門立法會直選議員鄭安庭書面質詢時表示，因受到關閘至外港的道路環境限制，該階段有條件建步行系統。但政府相關部門透過道路工程，逐步對有關道路進行整治及美化，優化行人環境，提升居民步行舒適度。
截至2018年1月，該步行系統連一個宏觀規劃並未出台。由於過往一直沒有系統地就道路網以及步行系統進行整體的規劃，經過多年的發展，北區的建築物不斷建成，並沒有預留足夠的步行空間，要興建自動化、機械式的步行系統存在一定的難度；加上當局表示，北區步行系統還涉及三個大型的基建項目，即澳門輕軌澳門半島線北段、粵澳新通道以及與新城A區的連接設施，由於接連配套設施仍未確定，令「北區步行系統」的規劃更難以落實。

## 未來發展

### 《澳門陸路整體交通運輸規劃 (2021‐2030)》
在《澳門陸路整體交通運輸規劃 (2021‐2030)》公開咨詢中，着重軌道交通與步行系統的建設。交通事務局局長林衍新介紹，總策略則是在堅持貫徹“公交優先”的核心原則下，結合總體資源約束條件，推動陸路交通運輸系統再提升、再優化和再平衡。總思路是採取“兩個落實”，全面落實地面道路交通、軌道交通、步行交通三張網絡，全面落實規劃建設、運營管理及政策法規三方面。其中計劃至2030年，步行網絡密度將超過13公里/平方公里，其中已有計劃開展規劃與建設的步行通道及行人天橋約10公里。
在首場公開咨詢會上，不少與會者均認同落實「三張網」，又認為未來的步行系統選點應迎合居民實際需要，並需配合無障礙設施，以及與現有行人天橋接駁，串聯各區步行網絡，為居民提供舒適便捷系統。交通事務局代表在會上回應時表示，會因應不同區域因地制宜創設不同出行條件，鼓勵用不同方式跨區出行。
在正式規劃文本公佈後，包括提出興建東北大馬路步行通道、沙梨頭北街行人天橋，以及林茂海邊大馬路 等步行通道的建設，以及研究將東北大馬路空中走廊延伸至勞動節大馬路、連接澳門輕軌澳氹東線車站和同步興建慕拉士大馬路行人天橋。啟動青茂口岸至澳門逸園賽狗場原址的步行通道之建設，以及開展路氹金光大道步行系統相關規劃前期工作。其中青茂口岸至逸園跑狗場原址的步行通道擬於2025年啟動建設。
2023年5月，公共建設局公布東北大馬路空中走廊規劃詳情，介乎慕拉士大馬路至黑沙環中街的東北大馬路，興建一條長約600米的空中走廊，並在沿路設置多個上落點（第一區）；同時沿勞動節大馬路及馬場東大馬路的黑沙環公園建造長約700米的風雨走廊（第二區）；以及於勞動節大馬路及馬場東大馬路路口，建造互通的行人天橋（第三區），空中走廊會配置無障礙設施。

### 新城A區
新城A區方面，在2020年11月政府公佈的「新城A區城市規劃研究」中，建議於地下空間打造全天候、廣連接的地下慢行系統，地下步行網絡以三個輕軌站點為核心，向四周呈三個十字布局，採用地下商業街的形式，面積近12萬平方米，建議設於地下一層，緊密聯繫不同功能板塊外，推動商業配合輕軌的模式發展。原本以海底隧道方式興建的新城A區至新城B區跨海連接通道改以跨海大橋方式興建，設有六線雙向車道和步行通道。

### 路環石排灣行人天橋串連系統
早在2014年，當時政府代表在社區服務諮詢委員會已提出籌建空中走廊連接石排灣水塘以及石排灣公屋群內的其他設施。行人天橋系統啟用後被指由於天橋之間距離較短，反而對行人帶來不便，區內行人天橋被指供過於求，加上日久失修。導致有居民寧願違規和冒着生命危險橫過馬路，導致出現險象横生的情況，而連接石排灣社區綜合大樓的行人天橋設計更不人性化，對往返樂群樓的居民做成不便。多名交通諮詢委員會委員建議完善行人天橋設計，同時配合輕軌建設，優化社區步行環境，另鋪設橋面串連四組行人天橋並形成一條空中走廊。
2023年8月，政府回覆澳門立法會議員書面質詢時表示落實連通原有的行人天橋，石排灣坊會表示歡迎和支持，皆希望政府盡早落實計劃，回應街坊訴求，也彰顯政府以民為本的施政理念。
2024年1月24日，公共建設局突然啟動「路環業興大馬路空中走廊建造工程」編制計劃，空中走廊總長度約188米，計劃設置七個落腳點，落腳點分別設於業興大廈（業興三街）、SQ1地段、SL地段、CN2c-2地段、九澳高頂馬路南側及石排灣水塘行人路。
2024年6月中旬，公共建設局規劃中項目新增「石排灣和諧大馬路空中走廊」。空中走廊規劃全長約485米，分別是於和諧廣場及和諧大馬路的中央位置加設，將連接位於和諧廣場及和諧大馬路現有的三組行人天橋、業興大馬路空中走廊及輕軌石排灣站。由於考慮到新空中走廊設施將不涉及過街及受周邊行人道的闊度條件所限制，故不新增設落腳點，並最終以「T」字形佈局形成新的空中走廊步行系統。待相關工程完工後，區內的行人天橋步行系統合共的總長度將達致約1,085米。

## 外部連結
- 地圖繪製暨地籍局 - 步行路線地圖 （页面存档备份，存于）